# Poysdorfer Winzerfest
Das Poysdorfer Winzerfest ist eines der größten Weinfeste in Niederösterreich. Es findet jedes Jahr in Poysdorf im Weinviertel statt. Es findet in der jetzigen Form seit 1958 in der zweiten Septemberwoche von Donnerstag bis Sonntag in der Poysdorfer Kellergstetten statt.

## Geschichte
1928 veranstaltete die Freiwillige Feuerwehr von Poysdorf am 28. Oktober ein Erntedankfest zum Abschluss der Weinlese und organisierte einen Festzug mit geschmückten Wagen durch die Stadt. 1952 wurde ein Erntedank- und Winzerfest mit Festzug veranstaltet, der dann jährlich wiederholt wurde. 1958 organisierte der Bezirksweinbauverband Poysdorf das erste Poysdorfer Bezirkswinzerfest. Gleichzeitig mit dem Fest wurde eine Gewerbemesse abgehalten. Höhepunkt war der Winzerfestumzug mit Festwägen der Poysdorfer Vereine und umliegender Ortschaften. 1971 übernahm die Stadtgemeinde Poysdorf die Veranstaltung und gründete einen eigenen Festausschuss, bestehend aus Vertretern der Gemeinde, des Bezirksweinbauverbands und der Vereine. Seit 1984 wird ein Prominenter aus Film, Fernsehen oder Sport zum Winzerfestpräsident gewählt. Das Fest zieht alljährlich an die 30.000 Besucher an.

## Ablauf
Das Winzerfest beginnt am Donnerstagabend mit dem Traubenstampfen in der Kellergstetten. In allen Kellern gibt es Weinausschank von Winzern aus Poysdorf und den benachbarten Weinbaugemeinden. Höhepunkt des Festes ist der Sonntag mit der Amtseinführung des neuen Winzerfestpräsidenten, dem Winzerfestumzug am Nachmittag und Ausklang am Festplatz in der Gstetten.

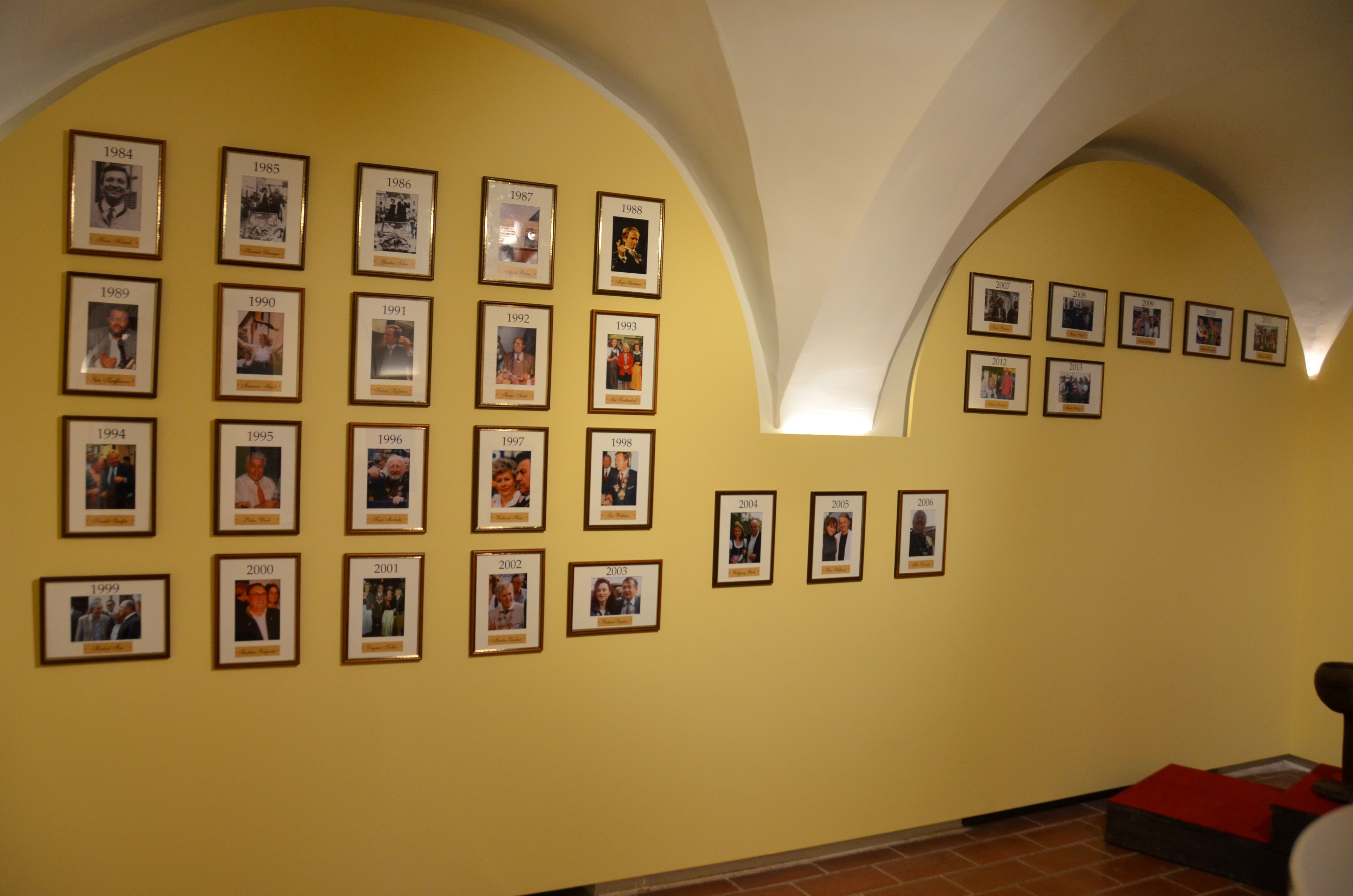
Galerie mit Porträts aller Winzerfestpräsidenten seit 1984 im Winzerfestraum des Vinoversum Poysdorf

## Winzerfestpräsident
1984 begann mit Kammersänger Heinz Holecek die Tradition der Festpräsidenten. Der Präsident wird vom Festausschuss gewählt und reist üblicherweise am Winzerfestsonntag zum Mittagessen mit dem Poysdorfer Bürgermeister an. Die Amtseinführung erfolgt auf der Festtribüne. Der Vorjahrespräsident – bei Abwesenheit die Weinkönigin – überreicht die Präsidentenkette und der neue Winzerfestpräsident hält seine Antrittsrede. Nach dem Winzerfestumzug zieht er gemeinsam mit den Ehrengästen in die Gstetten und feiert traditionell in sämtlichen Kellern mit.